# Sáta
Sáta ist eine ungarische Gemeinde im Kreis Ózd im Komitat Borsod-Abaúj-Zemplén. 

## Geografische Lage
Sáta liegt in Nordungarn, gut acht Kilometer südöstlich der Kreisstadt Ózd und 30 Kilometer nordwestlich des Komitatssitzes  Miskolc. Nachbargemeinden von Sáta sind Borsodbóta, Nekézseny, Lénárddaróc und Csokvaomány.

## Sehenswürdigkeiten
- Römisch-katholische Kirche Keresztelő Szent János vértanúsága, erbaut 1808 (Spätbarock)
- Römisch-katholische Kapelle Lourdes-i szűz Mária

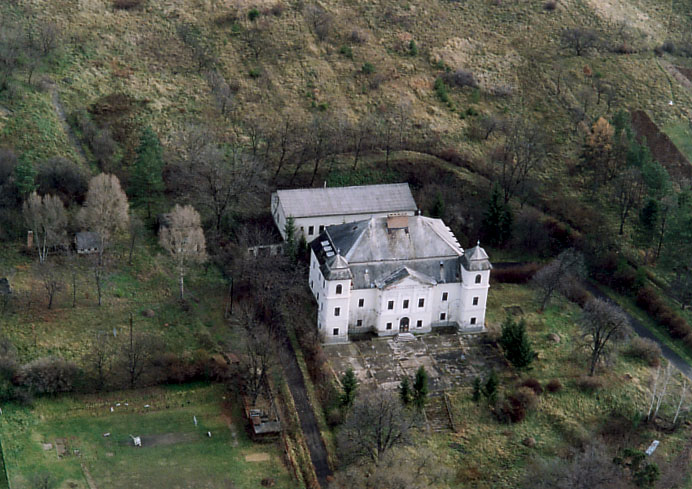
Luftbild: Sáta - Schloss Fáy

- Schloss Fáy (Fáy-kastély)

## Verkehr
In Sáta treffen die Landstraßen Nr. 2521 und Nr. 2522 aufeinander. Der Ort liegt an der Bahnstrecke Eger–Putnok, auf der in diesem Abschnitt jedoch seit 2009 kein Personenverkehr mehr stattfindet.